# Heiltz-l'Évêque

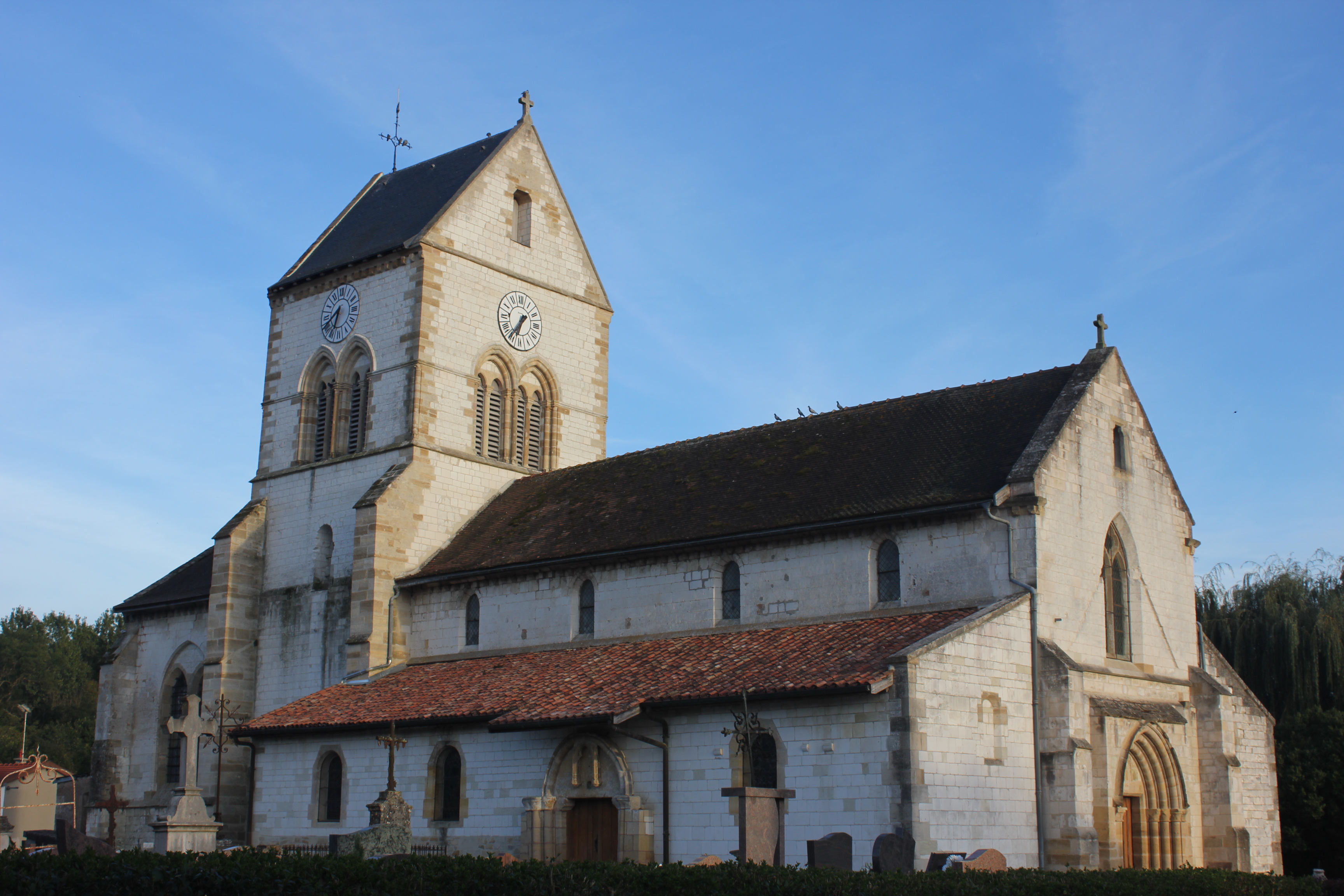
Kerk van Heiltz-l'Évêque

Heiltz-l'Évêque is een gemeente in het Franse departement Marne (regio Grand Est) en telt 272 inwoners (2005). De plaats maakt deel uit van het arrondissement Vitry-le-François.

## Geografie
De oppervlakte van Heiltz-l'Évêque bedraagt 9,4 km², de bevolkingsdichtheid is 28,9 inwoners per km².
De onderstaande kaart toont de ligging van Heiltz-l'Évêque met de belangrijkste infrastructuur en aangrenzende gemeenten.

## Demografie
Onderstaande figuur toont het verloop van het inwonertal (bron: INSEE-tellingen).